# Brody (Zielona Góra)
Pour les articles homonymes, voir Brody.
Brody (prononciation : [ˈbrɔdɨ]) est une localité polonaise de la gmina de Sulechów dans le powiat de Zielona Góra de la voïvodie de Lubusz dans l'ouest de la Pologne.
Elle se situe à environ 13 kilomètres à l'ouest de Sulechów (siège de la gmina) et 154 kilomètres au nord de Zielona Góra (siège du powiat et de la diétine régionale).
Le village compte approximativement une population de 750 habitants.

## Histoire
Après la Seconde Guerre mondiale, avec les conséquences de la Conférence de Potsdam et la mise en œuvre de la ligne Oder-Neisse, le territoire de la localité est intégré à la République populaire de Pologne. La population d'origine allemande est expulsée et remplacée par des polonais.
De 1975 à 1998, la localité appartenait administrativement à la voïvodie de Zielona Góra.

Depuis 1999, elle appartient administrativement à la voïvodie de Lubusz.